# Хмельниченки (пластовий курінь)
«Хмельниченки» — 27-й курінь імені гетьмана Богдана Хмельницького Уладу Старших Пластунів Пласту — національної скаутської організації України. Заснований у містечку Ляндек (Тироль, Австрія) у 1945 році з двох самостійних гуртків «Бурлаки» та «Залізний меч». Перша курінна рада відбулась 24 січня 1946 року, де було вибрано першим курінним старшопластуна Якова Шеґрина.

## Історія куреня

### Засновник куреня Яків Щегрин

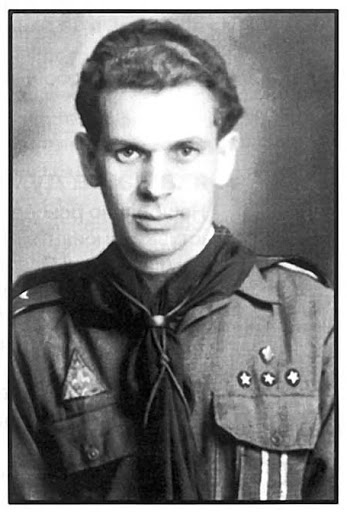
Яків Щегрин

Яків з'явився на світ 9 березня 1912 р. у с. Володимирці Жидачівського повіту, Західна Україна. Середню освіту почав набувати в Стрию, де в 1930 р. вступив до Пласту і склав пластову присягу. Заборона Пласту польською владою зумовила продовжування пластування таємно. З уваги на воєнну хуртовину опинився в Австрії, де в українській гімназії в Інсбруку закінчив середню освіту.
Помер 24 липня 2007 р. Б. в Долині (Україна), там і похований.
|                                                                      | Коли я прибув до табору скитальців в Ляндеку, я застав там уже тисячі народу різних національностей, однак українців там було найбільше. Вони теж перші розгорнули там культурно-освітню діяльність.... ....Було це в неділю, у чудовий сонячний день, разом зі своїми співмешканцями пішов рано на Службу Божу, яку того дня відправляв на таборовій площі о.Сасків. Я клякнув і відмовив молитву, а коли встав, мій зір спинився несподівано на групі людей, що стояла навпроти вівтаря. Там стояв гурток молодих хлопців у зелених одностроях….Так, мій здогад був правильний: це був гурток пластунів-юнаків…. Коли зачав розходитися гурток нових пластунів, я підійшов до пл.сен. д-ра Юрія Цегельського, кошового Пласту в Ляндеку, зголосив йому, що я пластун і що я хочу продовжувати свою пластову діяльність. Він уважно подивився на мене і по дорозі подрібно випитав мене про мою минулу пластову роботу. Моя відповідь мусила його вдовольнити, бо він запропонував мені підшукати собі добрих, ідейних хлопців і організувати новий курінь старших пластунів. З радістю я ще того дня найшов вісім з добрими характерами хлопців, які радо зголосилися вступити до Пласту. Так розпочалося організування у Ляндеку куреня старших пластунів імені гетьмана Богдана Хмельницького. |
| — Засновник куреня пл.сен.Яків Щегрин, Пластовий шлях ч.1 (149) 2007 | |

### Етап 1. Створення і розвиток в Австрії. 1945—1951рр.
Курінь «Хмельниченки» бере свій початок у 1945 році. Того року в містечку Ляндек, Тироль, Австрія, творяться два гуртки старших пластунів, перший гурток «Бурлаки» — десять членів, другий гурток «Залізний меч» – вісім членів. Дня 22 грудня 1945 р. на гуртковій раді «Бурлаків», гуртковий висунув пропозицію об'єднати обидва вищезгадані гуртки і створити з них старшопластунський курінь. Гуртковим «Бурлаків» був тоді ст. пл. Яків Щегрин, якого Курінна Рада зложена із членів двох гуртків, дня 24 січня 1946 р. вибрала курінним. Ст. пл. Яків Щегрин, як організатор куреня, був кілька разів вибраний курінним і залишався ним до 1955 р.
Третя Курінна Рада, яка відбулася 1949 р., була останньою в Австрії, а четверта в 1951 р. була на терені нового поселення.

#### Посвячення курінного прапору

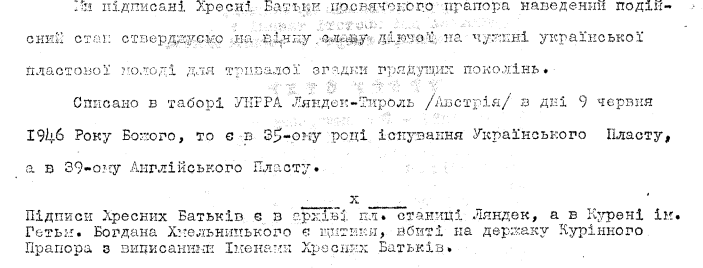
Витяг з Ювілейної ради 27 куреня УСП ім. гетьм. Б. Хмельницького (1945—1955). — Монтреаль, 22—23 жовтня 1955. — С. 9.

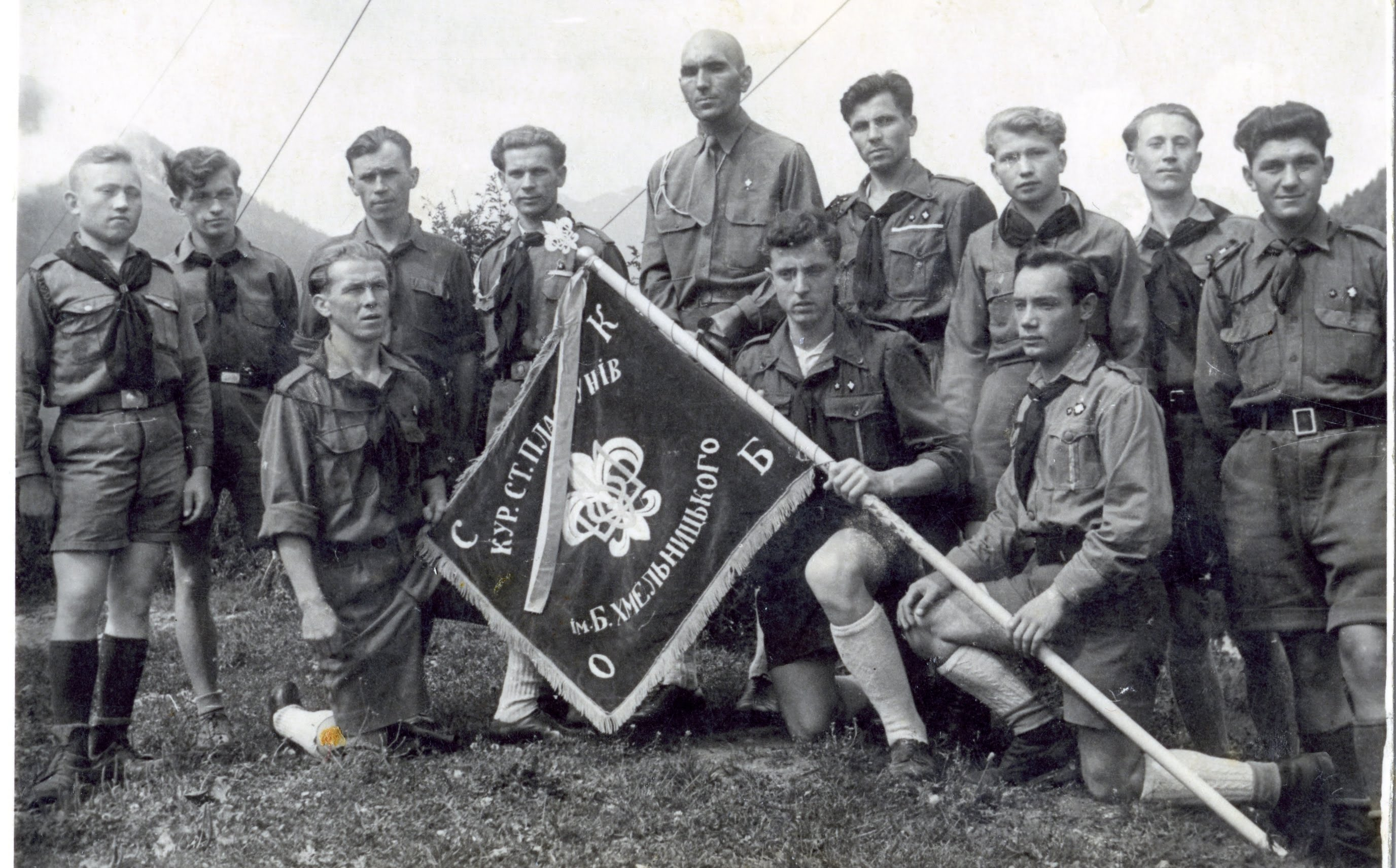
Посвячення першого курінного прапору Хмельниченків. 9 червня 1946 р., Ляндек

Перший курінний прапор був посвячений 9 червня 1946 р. в Ляндеку в другому році існування табору UNRRA. Хресними батьками прапора стали кошова команда під проводом кошового пл. сен. Близнюка Івана та пластовий капелан пл. сен. о. Панасюк Осип.

### Етап 2. Розвиток в США, створення осередку в Канаді. 1951р.— дотепер
На тій четвертій курінній Раді в Бостоні, Масс, США вибрано курінну команду під проводом ст. пл. Володимира Бакальця.

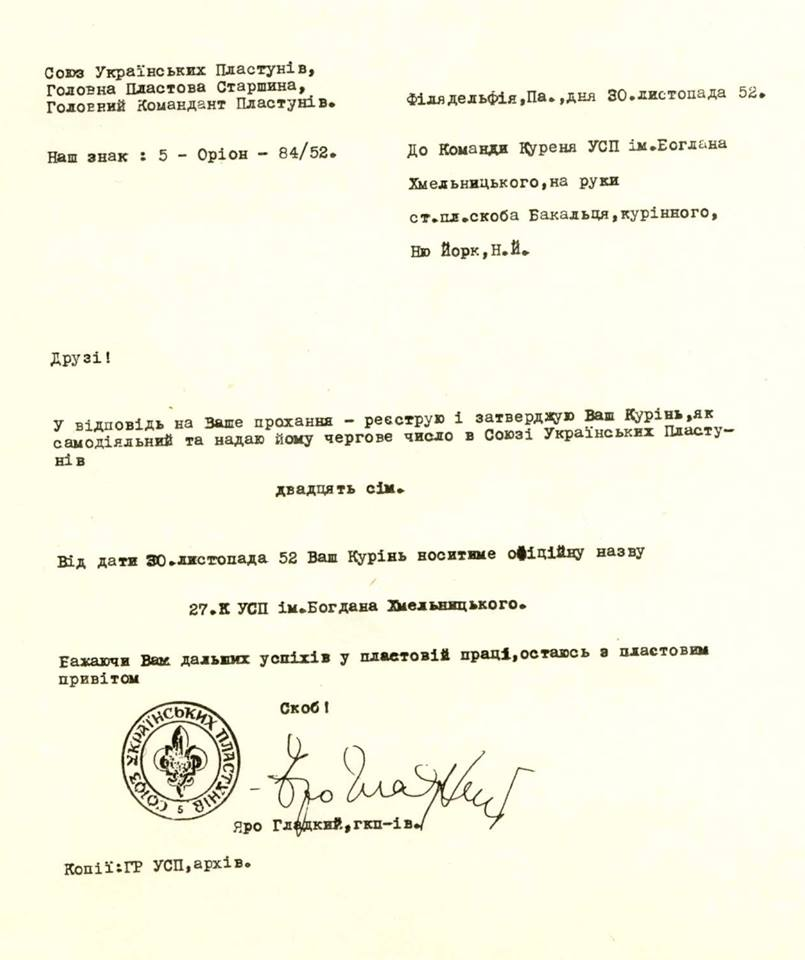
Протокол надання числа 27 куреню УСП «Хмельниченки»

Дня 30 листопада 1952 р. курінь був зареєстрований і одержав порядкове число 27. У 10-ліття існування куреня (1955 р.) відбулась ювілейна Курінна Рада в Монреалі, Канада. На тій п'ятій Курінній Раді обрано команду куреня під проводом ст. пл. Івана Шевчука.
У період з 1955 до 1962 р. не було Курінних Рад. Члени куреня, які почали переходити вже до УПС, вирішили створити курінь молодих «Хмельниченків». Від 1958 р. курінь молодих «Хмельниченків» почав існувати, як старшопластунський курінь із реєстраційним числом 27. Курінь старших «Хмельниченків» існував, як перехідний від УСП до УПС і одержав порядкове число 23 в УПС. В початках творення обох куренів «Хмельниченків» в Америці дуже багато праці віддали пл. сен. Володимир Бакалець, пл. сен. Яків Щегрин та пл. сен. Михайло Звонок.
У 1960—1970-х роках курінь поширив свою діяльність поза Бостон до Гартфорду, Нью-Гейвену, Бріджпорту, де створилися «стежі», а згодом до Пассейку, Нью-Йорку, Філадельфії, Балтимору і Вашингтону.
Символічним головою обидвох куренів «Хмельниченків» (УСП і УПС) є «Батько-Хмель». «Батько» є зв'язковим і дбає про тісну співпрацю між сеніорами і старшими пластунами. Цей пост від 1970-х років очолював пл. сен. Михайло Звонок аж до його смерті в 1994 р. У ті роки нововідроджений курінь старших пластунів зріс до понад 80 членів, а 23-й курінь сеньйорату доходив до 30 членів. Ті члени активно уділялися у виховній дії новацтва та юнацтва по вищезгаданих станицях.

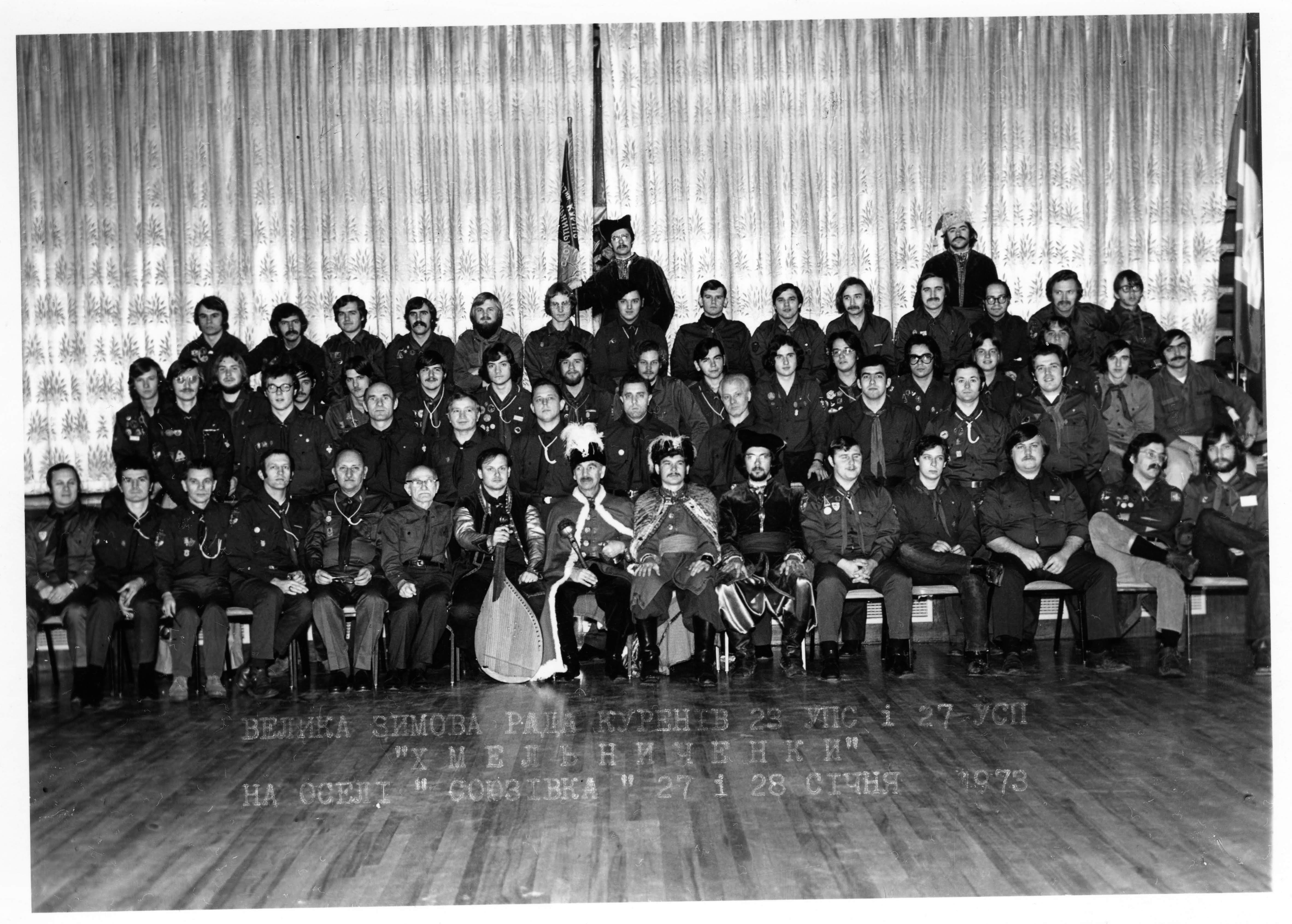
Велика Курінна Рада «Хмельниченків» 1973 р. пластова оселя «Бобрівка»

У 1960—1970-х роках члени куреня входили в провід оселі «Бобрівка», як і також організовували і провадили виховно-вишкільні табори на «Вовчій тропі» та «Новому Соколі» Комендантами таборів УПЮ були пл. сен. В. Бакалець, ст. пл. Б. Павлюк, ст. пл. М. Красій, ст. пл. Я. Станчак, ст. пл. В. Матвійчук, ст. пл. Б. Балко, ст. пл. М. Красій, ст. пл. Я. Станчак, ст. пл. В. Матвійчук, ст. пл. В. Петрів, а комендантами таборів УПН були пл. сен. Я. Щегрин, ст. пл. Б. Балко, ст. пл. Я. Герасимів, ст. пл. О. Кравс, ст. пл. З. Ушак, ст. пл. М. Аптюк, пл. сен. С. Петрів, ст. пл. А. Раковський.
«Хмельниченки» тако почали організовувати спеціалізаційні табори. Перший водно-мандрівний табір «Чайка-1» відбувся в 1960 р. в «Альгонківн Парк» коло Торонто, Канада. Від того часу курінь постійно влаштовує водно-мандрівні табори не тільки в Канаді, а й у горах Адірондакс.

## Діяльність
На першій курінній раді після відновлення був прийнятий напрям роботи і розвитку куреня. Хмельниченки позиціонують себе, як спортивно орієнтований курінь, адже це важливий напрям розвитку людини.
Підтвердження важливості цього є в словах при складанні присяги:
|                                                                    | Плекатиму силу і тіла і духа... |
| — Засновник Пласту д-р Олександр Тисовський (Дрот), Пластовий Обіт |                                 |

Серед членів куреня — більшість хлопців, які на аматорському рівні займаються різноманітними видами спорту і свій досвід передають через спеціалізовані вишколи.
Більшість зовнішньої діяльності куреня при проведенні акцій, заходів організовується спільно з дівочим куренем УСП ч. 14 «Спартанки».
Великим проектом є серія вишколів з маловідомих видів спорту «Спартанські Ігри». Починаючи з 2015 року щорічно відбуваються від трьох до п'яти вишколів з різних видів спорту, метою яких є дати поштовх до розвитку цих видів спорту в нашому місті через Пласт, як осередок новаторства.
Головним спільним проектом є Крайовий спортивно-інтерактивний табір «Квест». З 2017 року щорічно в околиці с. Крушельниця Сколівського р-ну Львівської області проводиться табір для пластунів зі всієї України та діаспори. Метою табору є перевірка фізичних і командних якостей юнацтва. Кожен наступний табір стає масштабнішим і досконалішим. Впроваджуються новаторські методи екологічного таборування.
Курінь активно долучається до організації масштабних проектів таких як святкування Дня пластової присяги, Свята весни (загальностаничного триденного табору), Спартакіад, вишколів для переходу до старшопластунства КВДЧ та іншого.
Курінь активно веде свою діяльність не тільки у Львові, де сконцентрована більшість учасників, але й у Коломиї, Івано-Франківську та навіть було проведено вишкіл у Лондоні для пластової діаспори.
Важливим елементом діяльності є соціальні проекти. Курінь долучається до допомоги в організації таборів для дітей учасників АТО, який організовують «Спартанки» та соціального проекту «Кошик дивізійнику».

## Структура куреня
Оскільки патроном куреня є гетьман Богдан Хмельницький і ми є нащадками козаків, то організація куреня має витоки з Козаччини.

### Світова організація
Курінь активно діє в трьох краях- Україна, США та Канада.
У кожному краї є своя організація, провід та діяльність.

### Крайова організація
Меншим елементом є курінна стежа оскільки є багато осередків відповідно до регіону проживання.
Курінна стежа — об'єднання представників куреня в розрізі областей (міст) України, які можуть мати свої окремі назви.
Головним елементом організації куреня є Курінна Рада — найвищий керівний орган куреня. Рішення ради не оскаржуються та відразу вступають в дію. Існує зимова Курінна рада та Літня курінна рада. Участь у раді є обов'язковою для всіх членів куреня та кандидатів. Курінну рада приймає стежа, яка готова взяти на себе велике зобов'язання якісного проведення Курінної Ради та комфортного перебування усіх членів куреня.
Курінний суд є ще одним елементом регулювання діяльності куреня. Курінний Суд — не є кара за якусь провину. Курінний Суд — це радше місце, де член може оборонити себе проти скарг, що були внесені проти нього. До Суду запрошує Курінна Команда, а сам Суд відбувається на засіданні Курінної Ради.

### Курінний провід
Курінний провід вибирається виключно на Великій курінній раді більшістю голосів.
- Курінний
- Осавул (Референт кандидатів, Заступник курінного)
- Курінний скарбник
- Курінний писар
- Хорунжий
- Хронікар
- Менеджер PR
- Господарник

Обіймати курінні посади може учасник куреня на ступені Хмеля та Молодого Козака.

### Курінні ступені

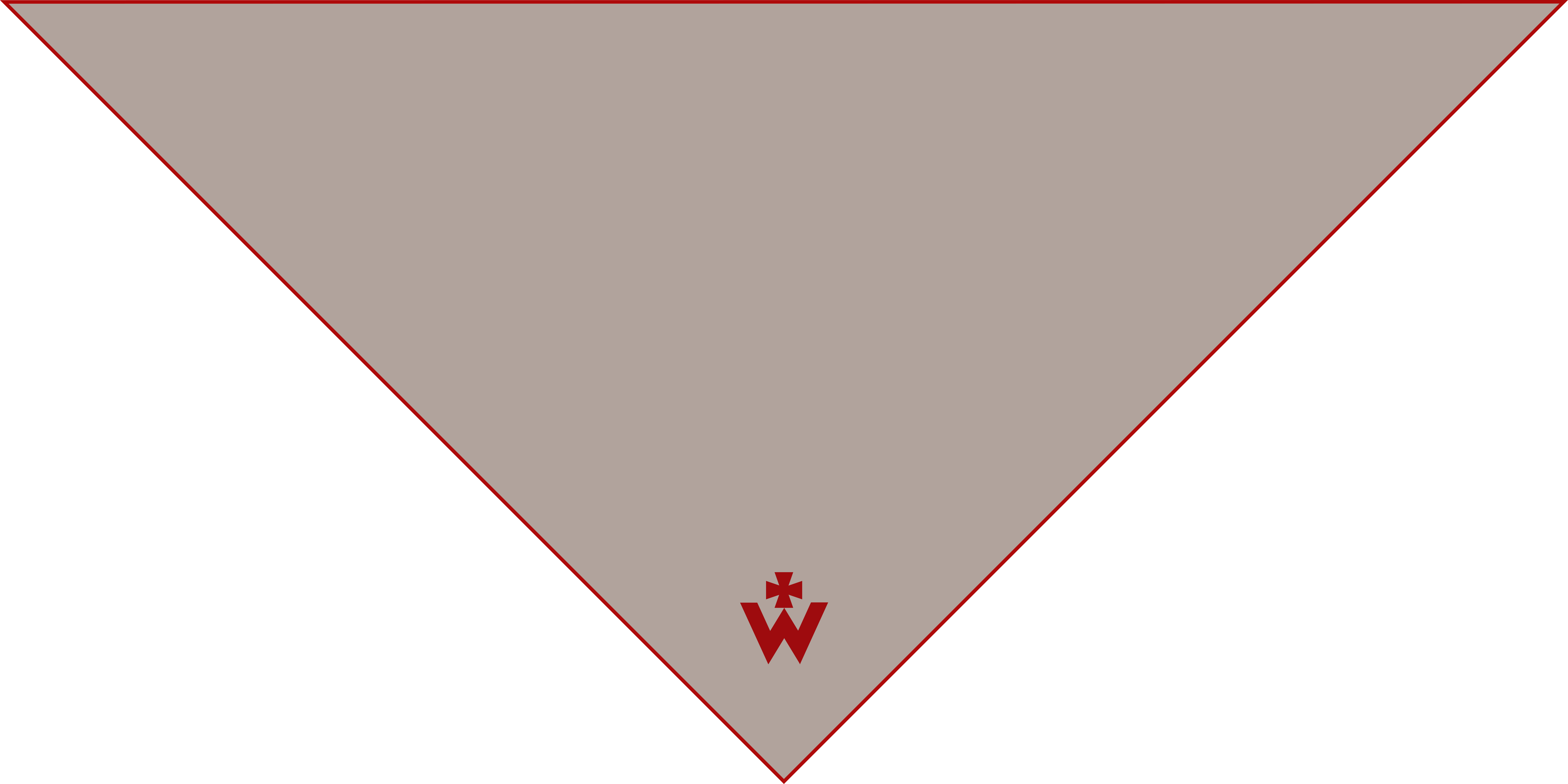
Курінна хустина

Для вступу в курінь перш за все потрібно написати заяву, що хочеш долучитись до товариства.
Після цього курінь приймає рішення прийняти його в кандидати.
Кандидат має бути дійсним членом Пласту та бути в віці більше 17 років і виконувати вимоги для кандидата.
Прихильник — перший ступінь в курені, пластун отримує курінну хустину, курінний шеврон ступеня та «Дядька» — опікуна що допомагає освоїтись в курені та допомагає виконувати вимоги наступних ступенів.
Джура-отримує курінну хустину з гербом куреня та шеврон Джури.
Молодий Козак-отримує шеврон Молодого Козака та  право голосу на Курінній Раді та курінних зборах, де вирішуються ключові питання куреня, може бути вибраний в курінний провід.
Хмель-отримує шеврон Хмеля, має право стати «Дядьком», стає членом Ради повних Хмелів та вирішувати головні питання куреня. Для переведення на останній ступінь потрібно пройти «Ніч тривоги».
|                           |
| Шеврон ступеня Прихильник |

|                      |
| Шеврон ступеня Джура |

|                              |
| Шеврон ступеня Молодий Козак |

|                      |
| Шеврон ступеня Хмель |

## Традиції
Курінь старається максимально зберегти козацькі традиції. Вся символіка пов'язана з козацтвом.

### Батько-Хмель
Символічним головою обидвох куренів «Хмельниченків» (УСП і УПС) є «Батько-Хмель». «Батько» є зв'язковим і дбає про тісну співпрацю між сеніорами і старшими пластунами.

### Книга Хмеля
Курінною книгою, де описані всі важливі засади є Книга Хмеля. Вона була опублікована завдяки курінному Осавулу Борису Павлюку 11 вересня 1965 року в Нортгамптоні, штат Массачусетс, США.
У її створенні брали участь також ст.пл. Ярослав Гарасимів, ст.пл. Богдан Балко та інші члени куреня.
|                                                                   | Пам’ятай, що Ти є Українець та пластун. Ти потребуєш тримати зв'язок зі своїми однолітками в приятельськім українськім братерстві. Так як колись козаки на Січі знаходили те, що ніде інше не могли знайти так і Ти між нами тепер того шукаєш. Ти хочеш спільно з нами працювати, планувати, мандрувати |
| — референт кандидатів ст.пл.Борис Павлюк, США 1965р., Книга Хмеля | |

Саме в цій книзі описана ціль існування куреня:
|                                                                   | Головна мета Куреня є скріплювати любов до Рідного Краю, зберігати, плекати й поширювати звичаї й традиції нашого народу. Пам’ятати, що серед якого добробуту ми не жили б, чи серед яких невідрядних матеріальних обставин, ми не можемо забути , що : « Край наш у руїні, люд у кайданах, а ворог молитись навіть не дає!». Ми не визнаємо римської половиці, що «Батьківщина там, де добре», а навпаки уважаємо, що основним обов’язком є завжди і всюди діяти в користь нашої Батьківщини, що символами мети в нашій дальшій життєвій мандрівці є Св. Софія і Св. Юрій. Пам’ятати, що всі члени куреня постійно несуть відповідальність перед своєю Батьківщиною і завжди намагаються стати кращими членами суспільства і допомагати іншим не маючи з цього користі. |
| — референт кандидатів ст.пл.Борис Павлюк, США 1965р., Книга Хмеля | |

### Курінне вітання
Курінне вітання також таке, як у козаків:
ПУГУ-ПУГУ!
Умовне привітання у запорізьких козаків.
Дотанцював [козак] аж до брами,
Крикнув: — Пугу! пугу!
Привітайте, святі ченці,
Товариша з Лугу!.
За звичкою Кривоніс гукнув: — Пугу, пугу! Але на козацьке привітання ніхто не відповів

### Товариство
В курені плекаються засади братерства і тому всі члени куреня є другою сім'єю один одному. Важливу роль відіграє «Дядько» для кожного кандидата. Весь шлях від вступу в курінь до здобуття ступеня Повного Хмеля він веде його, навчає курінним традиціям і засадам братерства та допомагає в особистому розвитку. По здобутті останнього ступеня підопічний має зробити подарунок «Дядьку» та власноруч змайструвати козацьку булаву, як символ вдячності.
Для здобуття ступеня Повного Хмеля останнім випробуванням для кожного є проходження «Ночі тривоги». Це випробування для козака, що він сильний тілом і духом і не відступить в складний час. Після успішного проходження він повністю приєднується до товариства.
Символом незламності для Хмельниченків є козак Клем Обух. При вступі в курінь та переведенні на наступні ступені кандидатам розказують історію про козака, який до останнього подиху воював проти ворога. На честь нього є пісня:
|                                                                   | Жив на Січі Клем Обух козарлюга славний І від шаблі був мистець і до шаблі справний Воював не раз, не два, бив кого попало Аж раз польська пушка, Грим! -Ноги відірвала Повертавсь на січ Обух стогону не давши Але вилизався з ран хоч і не лежавши Знов весна у козаків, кров заграла в серці А Обух “Візьміть братці і мене не герці” Та куди тобі на герць? Як куди? А руки? Щоб щаблюка і пістоль б’ю на штири штуки Але сила була в них, ще сильніш шаблюки Присіклись до Обуха, відрубали руки Та куди тобі на герць з нами воювати? Краще сиди на печі та пильнуй нам хати Знаю браття що і з мене користь невелика Та хоч клятим ворогам покажу ЯЗИКА. |
| — референт кандидатів ст.пл.Борис Павлюк, США 1965р., Книга Хмеля | |

На шляху до Хмеля кожен кандидат має зібрати собі козацький стрій, як символ козака. Офіційна частина курінної ради відбувається саме в козацькому строї.

### Курінний гімн
Курінною піснею є стрілецький марш — «Чи то буря, чи то грім»
Слова до неї написав український поет Богдан Лепкий. Вперше вона була надрукована в Відні в 1915 р. у Віснику СВУ. Далі пісня усно поширювалась серед бійців УСС і дійшла до УПА в 1920-1930- их роках. Існує багато версій пісні, оскільки вояки різних загонів її видозмінювали. До куреня «Хмельниченки» вона дійшла в такому варіанті:
|               | Чи то буря, чи то грім, Чи реве хмаролім, Чи земля всюди грає так грізно, Від Кубані аж до гір Чути голос - "Позір", В ряд вставай, щоб не було запізно. В ряд вставай, не барись, Ні на кого не дивись, Чи до неба підеш, чи до пекла, Кидай неньку стару, Кидай любку і сестру, Бо настала велика потреба. Бо настав такий час, Що помре кожен з нас Не на ліжку, а в полі у бої, І в годину страшну Помянеш ти Вітчизну, Щоб за неї поляг ти у бою. |
| — Книга Хмеля | |